# Marcus Claudius Marcellus (consul en 331 av. J.-C.)
Pour les articles homonymes, voir Marcus Claudius Marcellus.
Marcus Claudius Marcellus était un homme politique romain.
Marcus Claudius appartenait à la famille des Claudii Marcelli, branche d'origine plébéienne de la gens Claudia. Il était le père de Marcus Claudius Marcellus (consul en 287 av. J.-C.).
En 331 av. J.-C., il est consul et a pour collègue Caius Valerius Potitus.
En 327 av. J.-C., il est dictateur. L'exercice de cette dictature par Marcus Claudius s'inscrit dans le cadre d'une guerre menée par Rome en Campanie, contre Capoue et Naples. En cette année 327 av. J.-C., le consul en exercice Quintus Publilius Philo mène le siège de Naples, mais ses pouvoirs consulaires touchent à leur fin légale. Afin de prolonger la mission de Publius Philo, le Sénat lui accorde des pouvoirs proconsulaires et remet sine die l'élection des deux consuls de l'année suivante, nommant pour cette période intermédiaire Marcus Claudius au poste de dictateur. Les augures tenteront cependant de s'opposer à cette nomination par des arguments spécieux, le véritable motif de cette opposition étant l'origine plébéienne de Marcus Claudius, ainsi que le relève Tite-Live.